# Veliko Krušince
Veliko Krušince (izvirno srbsko Велико Крушинце) je naselje v Srbiji, ki upravno spada pod Občino Kruševac; slednja pa je del Rasinskega upravnega okraja.

## Demografija
V naselju, katerega izvirno (srbsko-cirilično) ime je Велико Крушинце, živi 95 polnoletnih prebivalcev, pri čemer je njihova povprečna starost 48,8 let (48,9 pri moških in 48,6 pri ženskah). Naselje ima 33 gospodinjstev, pri čemer je povprečno število članov na gospodinjstvo 3,30.
To naselje je, glede na rezultate popisa iz leta 2002, večinoma srbsko, a v času zadnjih treh popisov je opazno zmanjšanje števila prebivalcev.
|  |

| Demografija | Demografija     | Demografija     |
| Leto        | Št. prebivalcev | Št. prebivalcev |
| ----------- | --------------- | --------------- |
|             |                 |                 |
|             |                 |                 |
|             |                 |                 |
|             |                 |                 |
| 1948        | 159             |                 |
| 1953        | 172             |                 |
| 1961        | 160             |                 |
| 1971        | 161             |                 |
| 1981        | 158             |                 |
| 1991        | 136             | 130             |
| 2002        | 116             | 109             |
|             |                 |                 |

| Etnična sestava po popisu iz leta 2002 | Etnična sestava po popisu iz leta 2002 | Etnična sestava po popisu iz leta 2002 | Etnična sestava po popisu iz leta 2002 | Etnična sestava po popisu iz leta 2002 |
| -------------------------------------- | -------------------------------------- | -------------------------------------- | -------------------------------------- | -------------------------------------- |
| Srbi                                   | Srbi                                   |                                        | 106                                    | 97,24%                                 |
| Romi                                   | Romi                                   |                                        | 3                                      | 2,75%                                  |
| Neznano                                | Neznano                                |                                        | 0                                      | 0,0%                                   |